# Renato Aragão
Antonio Renato Aragão (Sobral, 13 gennaio 1935) è un attore, cantante e showman brasiliano.
Ha conseguito la laurea in Diritto all'Università Federale del Cearà.

## Biografia
Conosciuto anche come Didi, nome del più famoso dei personaggi da lui ideati, ha saputo conciliare la professione di avvocato col mondo dello spettacolo. Egli è noto per essere la figura principale del quartetto comico Os Trapalhões, che dal 1960 ha lavorato per decenni in film e show tv, talvolta supportando Ney Matogrosso nelle sue performances; insieme hanno anche inciso diversi album, contenenti perlopiù canzoni demenziali. Nel 2008 ha ideato una miniserie televisiva, Poeira em Alto Mar, della quale è anche stato attore protagonista.

## Vita privata
Si è sposato due volte. Ha cinque figli: l'ultimogenita è nata quando lui aveva già 64 anni.

## Curiosità
- Nel 1958, quando ancora era studente universitario, fu uno dei pochi passeggeri a sopravvivere in una tragedia aerea. L'apparecchio, un Curtiss C-46 Commando del Lóide Aéreo Nacional, precipitò nei pressi di Campina Grande: Renato aveva preso quel volo insieme a un amico. I due non solo rimasero quasi illesi, ma furono anche in grado di portare soccorso ai feriti.
- Molto religioso, nel 1991 si arrampicò sul Cristo Redentore per baciare una mano della statua.

## Filmografia

### Tv show
- Vídeo Alegre (TV Ceará, 1961–1963)
- A E I O URCA (TV Tupi, 1964–1965)
- Os Legionários (TV Excelsior, 1965–1966)
- A Cidade Se Diverte (TV Excelsior, 1965–1966)
- Adoráveis Trapalhões (TV Excelsior, 1965–1966)
- Uma Graça, Mora? (TV Record, 1966–1969)
- Praça da Alegria (TV Record, 1966–1969)
- Quartel do Barulho (TV Record, 1966–1969)
- Café sem Concerto (TV Tupi, 1970–1971)
- Os Insociáveis (TV Record, 1972–1974)
- Os Trapalhões (TV Tupi, 1974–1976)
- Os Trapalhões (TV Globo, 1976–1993)
- Criança Esperança (TV Globo, 1986–)
- Os Trapalhões – Melhores Momentos de Todos os Tempos (reruns, TV Globo, 1994–1997)
- Os Trapalhões em Portugal (TV SIC, Portugal, 1994–1997)
- A Turma do Didi (TV Globo, 1998–2010)
- Aventuras do Didi (TV Globo, 2010)

### Cinema

#### Con Os Trapalhões
- 1991 – Os Trapalhões E A Árvore da Juventude
- 1990 – O Mistério de Robin Hood
- 1990 – Uma Escola Atrapalhada
- 1989 – Os Trapalhões na Terra dos Monstros
- 1989 – A Princesa Xuxa e os Trapalhões
- 1988 – O Casamento dos Trapalhões
- 1988 – Os Heróis Trapalhões - Uma Aventura na Selva
- 1987 – Os Trapalhões no Auto da Compadecida
- 1987 – Os Fantasmas Trapalhões
- 1986 – Os Trapalhões e o Rei do Futebol
- 1986 – Os Trapalhões no Rabo do Cometa
- 1985 – Os Trapalhões no Reino da Fantasia
- 1984 – A Filha dos Trapalhões
- 1984 – Os Trapalhões e o Mágico de Oróz
- 1983 – O Cangaceiro Trapalhão
- 1982 – Os Vagabundos Trapalhões
- 1982 – Os Trapalhões na Serra Pelada
- 1981 – Os Saltimbancos Trapalhões
- 1980 – O Incrível Monstro Trapalhão
- 1980 – Os Três Mosqueteiros Trapalhões
- 1979 – O Rei e os Trapalhões
- 1979 – O Cinderelo Trapalhão
- 1978 – Os Trapalhões na Guerra dos Planetas
- 1977 – O Trapalhão nas Minas do Rei Salomão
- 1977 – Simbad, O Marujo Trapalhão
- 1976 – O Trapalhão no Planalto dos Macacos
- 1975 – O Trapalhão na Ilha do Tesouro
- 1974 – Robin Hood, O Trapalhão da Floresta
- 1973 – Aladim e a Lâmpada Maravilhosa
- 1972 – Ali Babá e os Quarenta Ladrões
- 1966 – Na Onda do Iê-Iê-Iê
- 1966 – A Ilha dos Paqueras

#### Altri film
- 2007 – Didi e a Pequena Ninja
- 2006 – O Cavaleiro Didi e a Princesa Lili
- 2005 – Didi, O Caçador de Tesouros
- 2004 – Didi Quer ser Criança
- 2003 – Didi, o Cupido Trapalhão
- 2000 – O Anjo Trapalhão
- 1983 – O Trapalhão na Arca de Noé
- 1968 – Dois Na Lona
- 1966 – Adorável Trapalhão

## Discografia
- 2000 – Didi & Sua Turma
- 1996 – Trapalhões e Seus Amigos
- 1995 – Os Trapalhões em Portugal
- 1991 – Amigos do Peito – 25 Anos de Trapalhões
- 1988 – Os Trapalhões
- 1987 – Os Trapalhões
- 1985 – A Filha dos Trapalhões
- 1984 – Os Trapalhões
- 1984 – Os Trapalhões e o Mágico de Oroz
- 1984 – O Trapalhão na Arca de Noé
- 1983 – O Cangaceiro Trapalhão
- 1982 – Os Trapalhões na Serra Pelada
- 1982 – Os Vagabundos Trapalhões
- 1981 – Os Saltimbancos Trapalhões
- 1981 – O Forró dos Trapalhões
- 1979 – Os Trapalhões na TV
- 1975 – Os Trapalhões – Volume 2
- 1974 – Os Trapalhões – Volume 1